# Lista de canções número um na Top 10 Pop Internacional em 2022 (Brasil)
Esta é uma lista de canções que atingiram o número um da tabela musical Top 10 Pop Internacional em 2022. A lista é publicada semanalmente pela empresa Crowley Broadcast Analysis, que recolhe os dados e divulga as dez faixas internacionais do gênero pop mais executadas nas estações de rádios do país. As músicas são avaliadas através da grade da companhia supracitada, que compreende mais de 70 cidades brasileiras. "As It Was", de Harry Styles, foi o single que ficou mais semanas em primeiro lugar, ao todo 31. Porém, a canção internacional mais bem sucedida foi "Cold Heart (PNAU Remix)", de Elton John e Dua Lipa, que ficou na posição 73 entre as canções mais executadas nas rádios durante o ano, com 22 425 execuções.

## Histórico

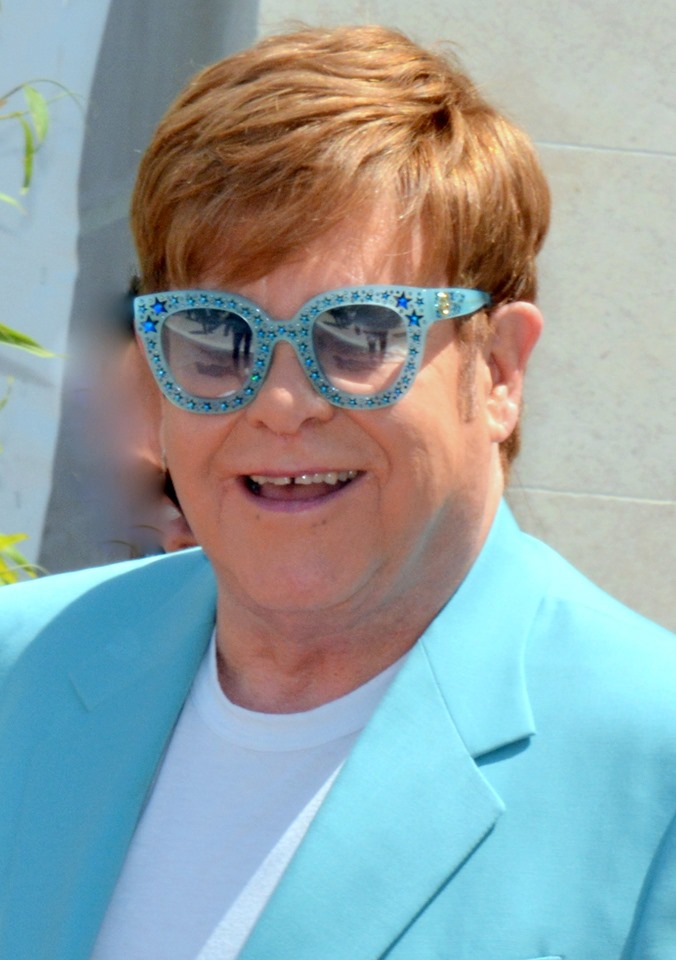
"Cold Heart (PNAU Remix)", de Elton John (imagem) e Dua Lipa, foi a canção internacional mais executada no Brasil em 2022.

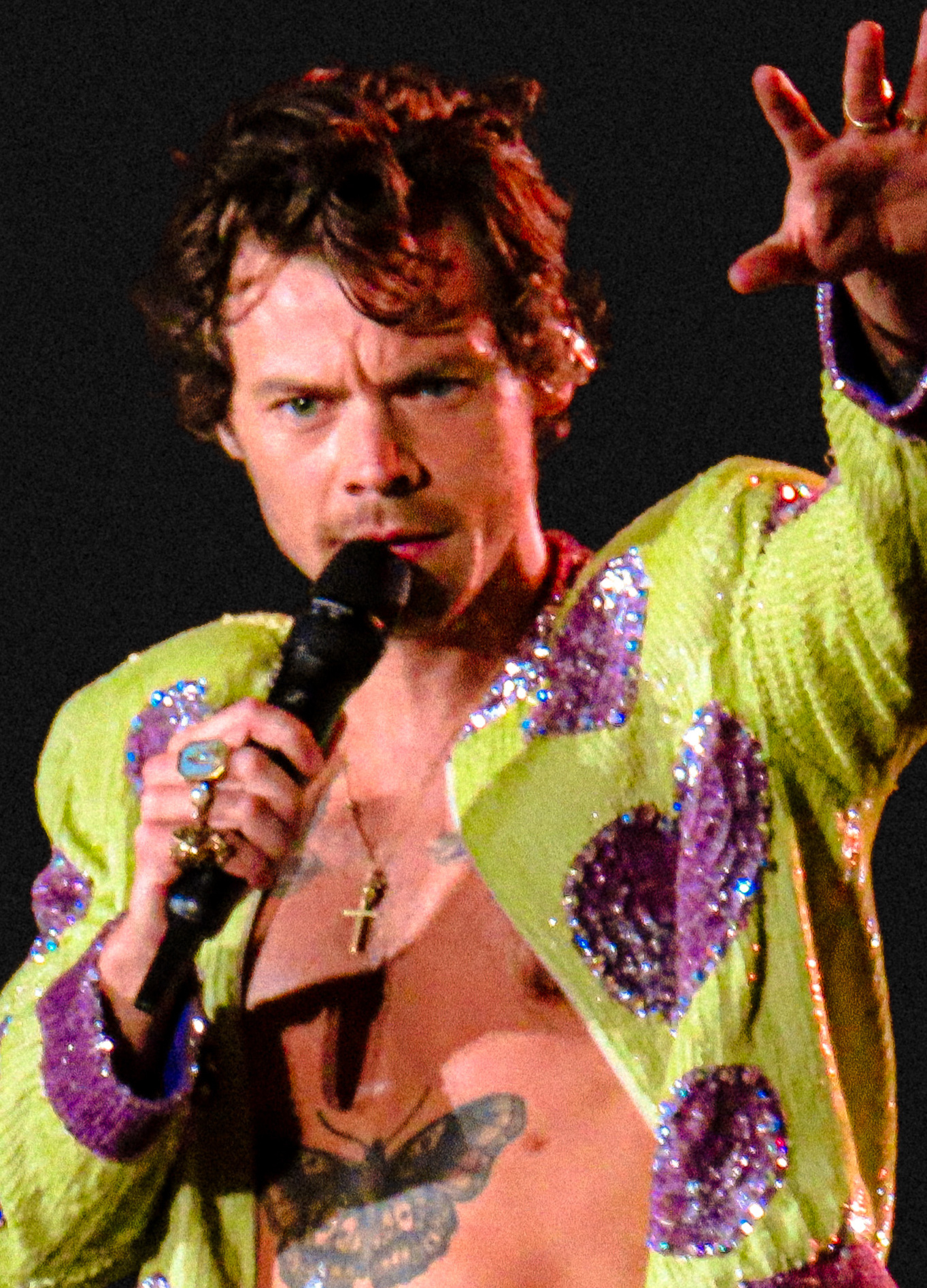
"As It Was", de Harry Styles (imagem), ficou 31 semanas no topo da tabela musical.

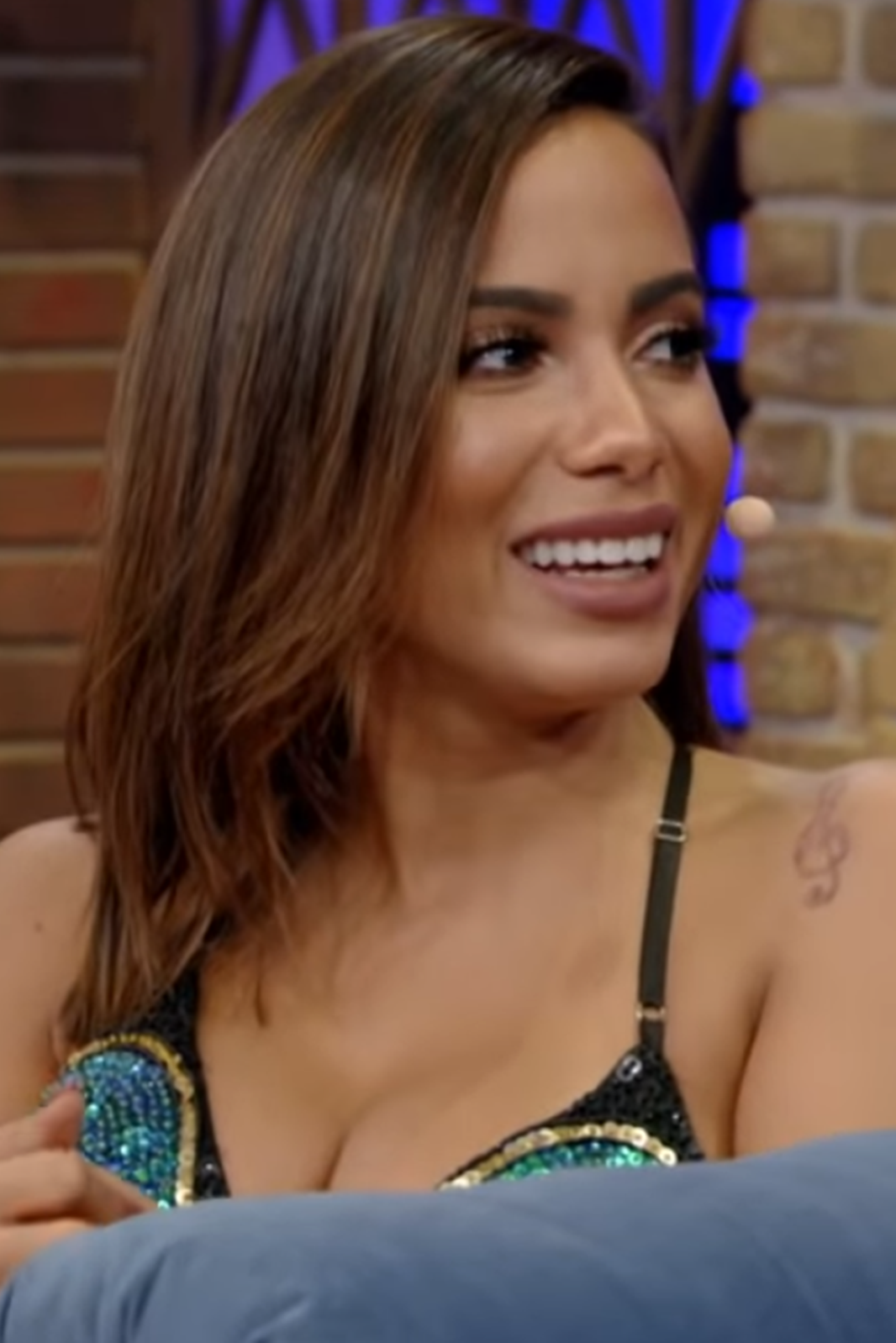
Anitta (imagem) teve dois singles em primeiro lugar na tabela: "Boys Don't Cry" e "Envolver".

| † | Indica o single internacional mais executado de 2022. |

| Semana de       | Canção                      | Artista(s)            |
| --------------- | --------------------------- | --------------------- |
| 7 de janeiro    | "Easy on Me"                | Adele                 |
| 14 de janeiro   | "Easy on Me"                | Adele                 |
| 21 de janeiro   | "Cold Heart (PNAU Remix)" † | Elton John & Dua Lipa |
| 28 de janeiro   | "Cold Heart (PNAU Remix)" † | Elton John & Dua Lipa |
| 4 de fevereiro  | "Cold Heart (PNAU Remix)" † | Elton John & Dua Lipa |
| 11 de fevereiro | "Cold Heart (PNAU Remix)" † | Elton John & Dua Lipa |
| 18 de fevereiro | "Boys Don't Cry             | Anitta                |
| 25 de fevereiro | "Boys Don't Cry             | Anitta                |
| 4 de março      | "Boys Don't Cry             | Anitta                |
| 11 de março     | "Boys Don't Cry             | Anitta                |
| 18 de março     | "Boys Don't Cry             | Anitta                |
| 25 de março     | "Boys Don't Cry             | Anitta                |
| 1 de abril      | "Boys Don't Cry             | Anitta                |
| 8 de abril      | "Boys Don't Cry             | Anitta                |
| 15 de abril     | "Boys Don't Cry             | Anitta                |
| 22 de abril     | "Envolver"                  | Anitta                |
| 29 de abril     | "Cold Heart (PNAU Remix)" † | Elton John & Dua Lipa |
| 6 de maio       | "Envolver"                  | Anitta                |
| 13 de maio      | "Cold Heart (PNAU Remix)" † | Elton John & Dua Lipa |
| 20 de maio      | "Cold Heart (PNAU Remix)" † | Elton John & Dua Lipa |
| 27 de maio      | "As It Was"                 | Harry Styles          |
| 3 de junho      | "As It Was"                 | Harry Styles          |
| 10 de junho     | "As It Was"                 | Harry Styles          |
| 17 de junho     | "As It Was"                 | Harry Styles          |
| 24 de junho     | "As It Was"                 | Harry Styles          |
| 1 de julho      | "As It Was"                 | Harry Styles          |
| 8 de julho      | "As It Was"                 | Harry Styles          |
| 15 de julho     | "As It Was"                 | Harry Styles          |
| 22 de julho     | "As It Was"                 | Harry Styles          |
| 29 de julho     | "As It Was"                 | Harry Styles          |
| 5 de agosto     | "As It Was"                 | Harry Styles          |
| 12 de agosto    | "As It Was"                 | Harry Styles          |
| 19 de agosto    | "As It Was"                 | Harry Styles          |
| 26 de agosto    | "As It Was"                 | Harry Styles          |
| 2 de setembro   | "As It Was"                 | Harry Styles          |
| 9 de setembro   | "As It Was"                 | Harry Styles          |
| 16 de setembro  | "As It Was"                 | Harry Styles          |
| 23 de setembro  | "As It Was"                 | Harry Styles          |
| 30 de setembro  | "As It Was"                 | Harry Styles          |
| 7 de outubro    | "As It Was"                 | Harry Styles          |
| 14 de outubro   | "As It Was"                 | Harry Styles          |
| 21 de outubro   | "As It Was"                 | Harry Styles          |
| 28 de outubro   | "As It Was"                 | Harry Styles          |
| 4 de novembro   | "As It Was"                 | Harry Styles          |
| 11 de novembro  | "As It Was"                 | Harry Styles          |
| 18 de novembro  | "As It Was"                 | Harry Styles          |
| 25 de novembro  | "As It Was"                 | Harry Styles          |
| 2 de dezembro   | "As It Was"                 | Harry Styles          |
| 9 de dezembro   | "As It Was"                 | Harry Styles          |
| 16 de dezembro  | "As It Was"                 | Harry Styles          |
| 23 de dezembro  | "As It Was"                 | Harry Styles          |